# Pizsanka
Pizsanka (oroszul: Пижанка) városi jellegű település Oroszország Kirovi területén, a Pizsankai járás székhelye.	
Lakossága: 3875 fő (a 2010. évi népszámláláskor).

## Fekvése
A Kirovi terület délnyugati részén, Kirov területi székhelytől 180 km-re, az azonos nevű folyó partján helyezkedik el. Területén vezet át a Kirov–Szovjetszk –Jaranszk közötti országút. 
A legközelebbi város északkelet felé a Vjatka-parti Szovjetszk (35 km), délnyugat felé Jaranszk (45 km). Jaranszkban van a Joskar-Olából kiinduló vasúti szárnyvonal végpontja, de a 2010-es évek közepére a vonalon a személyforgalom megszűnt.

## Története
1693-ban keletkezett a Jaranszk–Kukarka (ma: Szovjetszk)–Vjatka (ma: Kirov) egykori kereskedelmi útvonal mentén. A Pizsanka folyó mellett fogadó létesült az arra utazó kereskedők kiszolgálására. Hamarosan megjelentek környékén az első orosz települések, később fatemplom is épült. Helyette Pizsankában 1772–1777 között kőből építettek nagy templomot. 1873-ban a falu voloszty (alsó szintű közigazgatási egység) székhelye lett. 1935-ben a templomot bezárták, épületét apránként lebontották. Tégláiból épült többek között a középiskola 1938-ban. Az 1992 után emelt új templomot 1998-ban szentelték fel. 
A Pizsankai járást 1929-ben hozták létre. 1959-ben megszüntették, majd 1967-ben újra létrehozták. Pizsankát 1969-ben falu helyett városi jellegű településsé nyilvánították.